# Johanna Konta
Johanna Konta (Sydney, 17 maggio 1991) è un'ex tennista australiana naturalizzata britannica.
Con un best ranking da numero quattro del ranking mondiale, nel corso della sua carriera si è aggiudicata quattro titoli WTA, tra cui il prestigioso Miami Open nel 2017. Per quanto riguarda i risultati nelle prove del Grande Slam, è stata tre volte semifinalista: all'Australian Open 2016, a Wimbledon 2017 e al Roland Garros 2019. Vanta anche un quarto di finale allo US Open 2019 e ai Giochi olimpici di Rio de Janeiro.

## Biografia
Johanna Konta è nata a Sydney il 17 maggio 1991, figlia di genitori di origine ungherese, emigrati separatamente in Australia. Suo nonno era Tamás Kertész, calciatore ungherese che ha militato nel Ferencvárosi Torna Club per poi diventare allenatore della nazionale di calcio ghanese.
Inizia a praticare il tennis all'età di otto anni. All'età di quattordici anni si trasferisce a Barcellona per frequentare la Sanchez Canal Academy per la durata di quindici mesi, mentre i genitori si stabilirono a Eastbourne, nel Regno Unito. Konta ha acquisito la cittadinanza britannica nel maggio del 2012. Dall'anno successivo entra a fare parte della squadra britannica di Fed Cup, di cui diventa una componente inamovibile.

## Carriera

### Fase iniziale

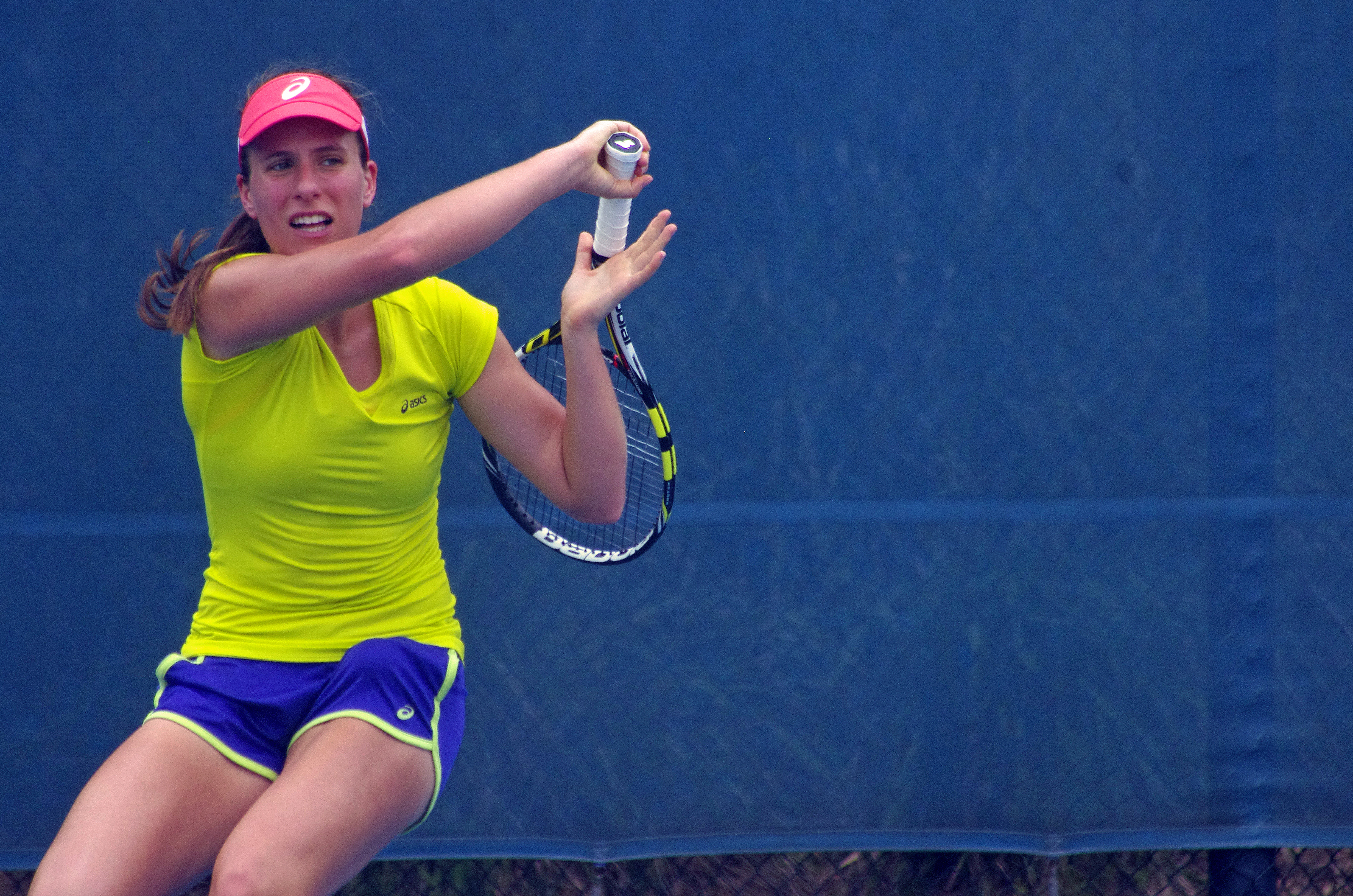
Johanna Konta nel 2015

Vince il primo titolo della sua carriera nel circuito ITF sulla terra battuta di Mostar, in Bosnia ed Erzegovina, battendo in finale la tennista austriaca Janina Toljan.
Esordisce nel circuito maggiore nel 2011, dopo avere superato le qualificazioni al torneo di Copenaghen. Affronta al primo turno la quarta testa di serie Lucie Šafářová, uscendo sconfitta al termine di una partita molto combattuta.
L'anno successivo prende parte per la prima volta in carriera al torneo di Wimbledon (si tratta in assoluto del primo torneo del Grande Slam cui la giocatrice partecipa). In tale occasione viene eliminata al primo turno dall'americana Christina McHale. Agli US Open riesce a superare al primo turno l'ungherese Tímea Babos, prima di essere sconfitta al secondo turno dalla bielorussa Vol'ha Havarcova.

### 2016: prima semifinale Slam e primo titolo WTA

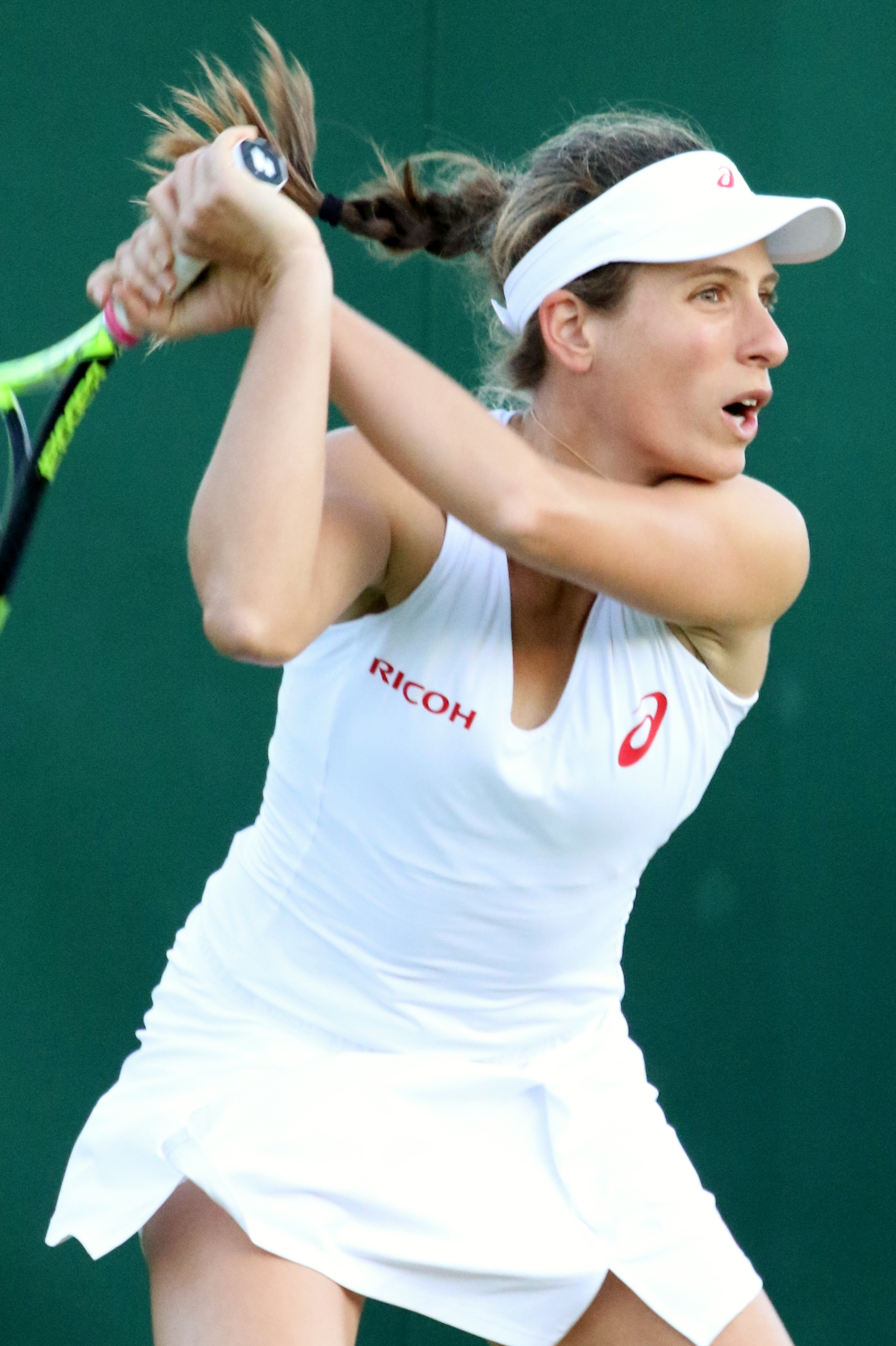
Johanna Konta a Wimbledon nel 2016

Continua i suoi progressi raggiungendo nel 2016 la semifinale agli Open d'Australia, dove perde in due set contro la futura vincitrice del torneo, Angelique Kerber. I successivi tornei non comportano molte gioie per lei, uscendo sconfitta ad Acapulco al secondo turno, a Monterrey ai quarti di finale, a Indian Wells al quarto turno e a Miami ai quarti contro la giocatrice più in forma in quel momento, Viktoryja Azaranka.
La stagione su terra si dimostra la più ostica, riuscendo a racimolare solo una manciata di vittorie a Roma, prima di cadere al turno per mano di Misaki Doi in tre set. Il ruolino di marcia migliora sull'erba, raggiungendo una semifinale a Eastbourne, prima di cadere al secondo turno a Wimbledon contro la canadese Eugenie Bouchard, in ripresa dopo un 2015 da dimenticare.
La svolta arriva a luglio, quando vince il suo primo titolo WTA, battendo, dopo un'aspra battaglia, la campionessa Venus Williams, nonché testa di serie numero uno, raggiungendo contemporaneamente il suo best ranking, alla 14ª posizione. Continua la sua striscia vincente a Montréal, battendo in sequenza Shelby Rogers, Vania King e Varvara Lepchenko, prima di arrendersi a Kristína Kučová in due set. Rappresenta la Gran Bretagna alle Olimpiadi estive in singolare, doppio e doppio misto. In singolare si spinge fino ai quarti di finali arrendendosi alla futura medaglia d'argento Angelique Kerber, in doppio in coppia con Heather Watson si arrende al secondo turno alle taiwanesi Chan, mentre in doppio misto in coppia con Andy Murray perde nei quarti di finale dagli indiani Mirza e Bopanna. La settimana seguente a Cincinnati dopo avere sconfitto Donna Vekić al secondo turno, viene battuta da Agnieszka Radwańska in tre set.
Agli US Open ripete il quarto turno dell'anno precedente, superando in serie Bethanie Mattek-Sands, Cvetana Pironkova e Belinda Bencic perdendo poi contro Anastasija Sevastova. Nel Premier di Wuhan supera Annika Beck, Shuai Zhang e Carla Suárez Navarro, arrendendosi solo alla futura campionessa Petra Kvitová per 6-3, 6-4. L'anno di successo continua a Pechino, dove raggiunge la sua prima finale in un torneo Mandatory battendo Sevastova, Tímea Babos, Karolína Plíšková, Shuai Zhang e Madison Keys e perdendo in finale contro Agnieszka Radwańska per 6-4, 6-2. Si spinge così alla posizione numero nove del ranking mondiale e si qualifica per le WTA Elite Trophy dove, dopo avere superato il round robin, viene sconfitta da Elina Svitolina in semifinale.

### 2017: vittoria a Miami, semifinale a Wimbledon e quarto posto del ranking mondiale

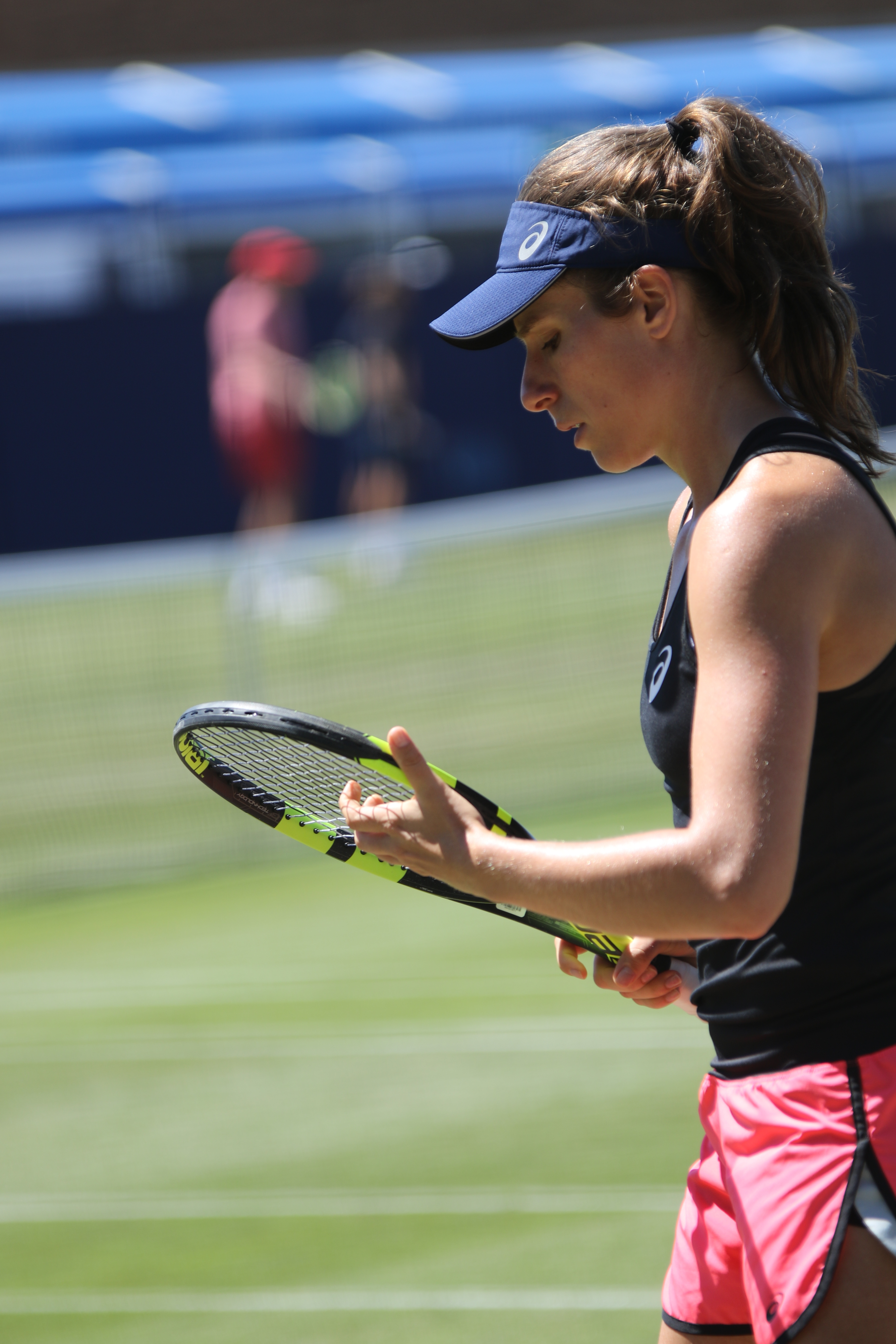
Johanna Konta in allenamento nel 2017

Inizia la stagione 2017 assumendo come allenatore Wim Fissette. Nel primo torneo stagionale, a Shenzhen, raggiunge la semifinale dove viene sconfitta dalla futura campionessa Kateřina Siniaková; durante il corso del torneo supera Çağla Büyükakçay, Vania King e Kristýna Plíšková. Prende parte anche al torneo di doppio in coppia con Timea Bacsinszky, ma le due vengono sconfitte da Jelena Janković e Kateřina Siniaková al primo turno. La settimana seguente partecipa al torneo di Sydney dove batte in serie Arina Rodionova, Dar'ja Gavrilova, Dar'ja Kasatkina e Eugenie Bouchard. Raggiunge così la sua terza finale in carriera e il 13 gennaio vince il suo secondo titolo WTA battendo Agnieszka Radwańska in finale con il punteggio di 6-4, 6-2. Prosegue raggiungendo i quarti di finale all'Australian Open, eliminata da Serena Williams.
Dopo essere stata sconfitta al terzo turno del torneo di Indian Wells da Caroline Garcia ad aprile si aggiudica il terzo e più prestigioso titolo della carriera a Miami. Dopo il bye ottenuto al primo turno in qualità di testa di serie numero dieci batte prima con una certa difficoltà Sasnovič, poi Parmentier e Arruabarrena. Nei quarti incontra la numero tre del torneo (e quattro del mondo) Simona Halep, cedendo il primo set 6-3 ma imponendosi nel combattuto tiebreak nel secondo set per poi conquistare il match al terzo, vinto per 6-2. La semifinale la oppone a Venus Williams, contro la quale si impone 6-4, 7-5. In finale incontra la ex numero uno del mondo Wozniacki che supera per 6-4, 6-3 in un'ora e trentasei minuti conquistando il suo primo Mandatory e salendo al settimo posto nel ranking mondiale.
Dopo un periodo privo di grandi risultati Konta torna in finale a Nottingham, sconfitta dalla croata Donna Vekić per 2-6 7-6 7-5. Raggiunge anche la semifinale sull'erba di Eastbourne. La settimana seguente centra per la seconda volta in carriera una semifinale Slam a Wimbledon: l'ultima presenza di una britannica in semifinale ai Championship risaliva a trentanove anni prima, quando fu Virginia Wade a spingersi così avanti nel più prestigioso torneo sull'erba. Il percorso di Konta l'ha vista superare Hsieh Su-Wei con un doppio 6-2, la croata Donna Vekić per 7-6 4-6 10-8, la greca Maria Sakkarī per 6-4 6-1 e la francese Caroline Garcia con il punteggio di 7-6 4-6 6-4. Ai quarti batte di nuovo la testa di serie numero 2 del torneo, la rumena Simona Halep per 6-7 7-6 6-4, impedendole così di salire al numero uno del ranking mondiale. In semifinale ritrova ancora Venus Williams, ma stavolta non riesce a bissare la prestazione di Miami: l'americana la sconfigge per 6-4 6-2. L'ottimo risultato permette a Konta di perfezionare il suo best ranking in carriera alla posizione numero quattro.
In seguito attraversa di nuovo una fase di scarsi risultati, se si fa eccezione per i quarti raggiunti a Cincinnati dove incontra, e stavolta perde, di nuovo la Halep. Dopodiché viene sconfitta al primo turno da Aleksandra Krunić agli US Open, da Barbora Strýcová a Tokyo, da Ashleigh Barty a Wuhan e da Monica Niculescu a Pechino. A causa di un ritiro per infortunio al piede al successivo torneo di Mosca, non riesce a qualificarsi per le WTA Finals e parallelamente congeda Fisette come coach decidendo per questo motivo di non partecipare nemmeno al WTA Elite Trophy. Chiude l'anno al nono posto del ranking mondiale.

### 2018: periodo negativo e crollo fino alla Top 50

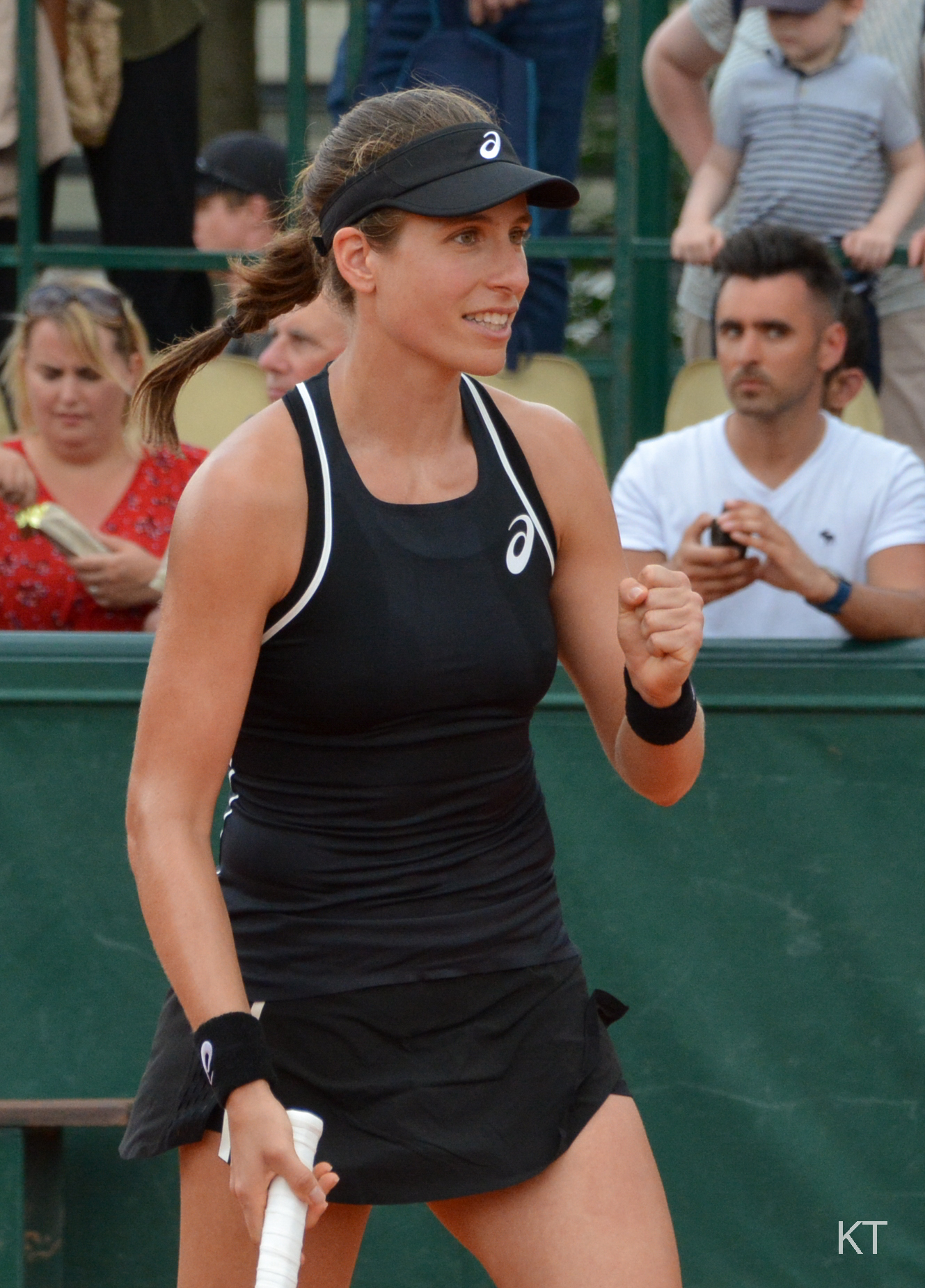
Johanna Konta al Roland Garros nel 2018

Johanna inizia la stagione a Brisbane, dove centra per la prima volta da agosto 2017 i quarti di finale, prima di ritirarsi a causa di un infortunio. A Sydney viene sconfitta invece all'esordio, per poi racimolare un secondo turno agli Australian Open. Viene estromessa dal Premier 5 di Doha dalla tedesca Angelique Kerber in tre set nel terzo turno, mentre al secondo turno di Dubai si fa rimontare da Dar'ja Kasatkina nonostante avesse avuto match point a proprio favore. Dopo la sconfitta al primo turno ad Indian Wells non riesce a difendere il titolo conquistato l'anno prima a Miami, eliminata al quarto turno da Venus Williams.
Nella stagione sulla terra ottiene come miglior risultato un terzo turno a Roma; al Roland Garros, perde per il quarto anno consecutivo al primo turno. Nel mese di giugno raggiunge la prima finale in un torneo di WTA esattamente un anno dopo dall'ultima volta, sempre a Nottingham, sconfitta da Ashleigh Barty in tre combattuti set. Delude le aspettative sia ad Eastbourne che a Wimbledon, eliminata in entrambi i casi al secondo turno rispettivamente da Caroline Wozniacki e Dominika Cibulková. Dopo Wimbledon subisce un netto calo in classifica, uscendo dalla top 50 dopo due anni e mezzo di permanenza.
Sul veloce americano si spinge fino ai quarti di finale nel Premier di San Jose. Dopo aver raggiunto il terzo turno della Rogers Cup, viene eliminata all'esordio al torneo di Cincinnati dalla futura semifinalista Aryna Sabalenka. A New Haven, dopo avere superato Laura Siegemund in due set, è costretta al ritiro ancora prima di scendere in campo nel match contro Carla Suárez Navarro. Agli US Open perde contro la sesta testa di serie Caroline Garcia al primo turno. In Asia racimola un secondo turno a Tokyo, prima di essere eliminata all'esordio sia a Wuhan che a Pechino. Chiude l'anno con una semifinale alla Kremlin Cup, sconfitta solo dalla padrona di casa e futura campionessa Dar'ja Kasatkina, e alla posizione numero trentanove del ranking.

### 2019: semifinale al Roland Garros, due finali stagionali e ritorno in Top 15

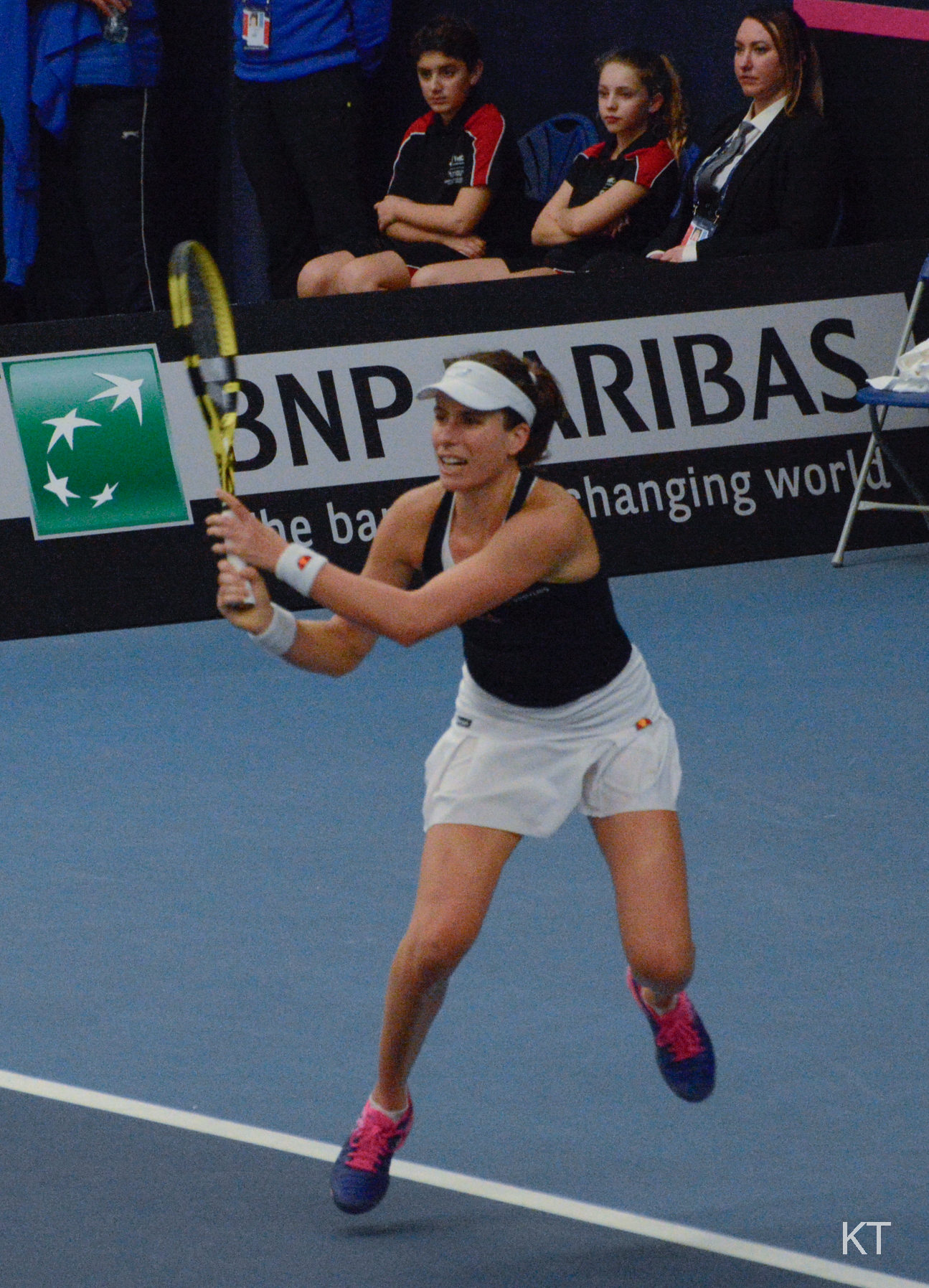
Johanna Konta durante il match contro la Grecia nella Fed Cup 2019

Incomincia la stagione a Brisbane dove, dopo avere battuto la terza testa di serie Sloane Stephens, cede in due set a Ajla Tomljanović. In seguito si ritira dal torneo di Sydney per un infortunio al collo e approda dunque agli Australian Open. Come l'anno precedente si ferma al secondo turno, in un match di tre set contro la diciottesima testa di serie Garbiñe Muguruza conclusosi per 4-6, 7–6(3), 5-7.
Prende parte alla Fed Cup, dove battendo Aleksandra Krunić in tre set conquista il punto del decisivo 2-0 che permette alle britanniche di disputare gli spareggi per il Gruppo Mondiale II. Partecipa poi al torneo di Acapulco, dove da testa di serie numero 8, raggiunge i quarti di finale fermata da Donna Vekić in due set. Sul cemento americano di Indian Wells batte Pauline Parmentier e Hsieh Su-wei, entrambe in due set ma viene poi sconfitta al terzo turno da Kiki Bertens per 7–6(10), 6-4. A Miami si ferma al secondo turno, battuta in due set da Wang Qiang. Viene nuovamente convocata per gli spareggi di Fed Cup contro il Kazakistan. In questa circostanza batte sia Zarina Dijas per 4-6, 6-3, 6-2 che Julija Putinceva per 4-6, 6-2, 7-5. In tal modo regala due dei tre punti che permettono alle britanniche l'accesso al Gruppo Mondiale II per il 2020.

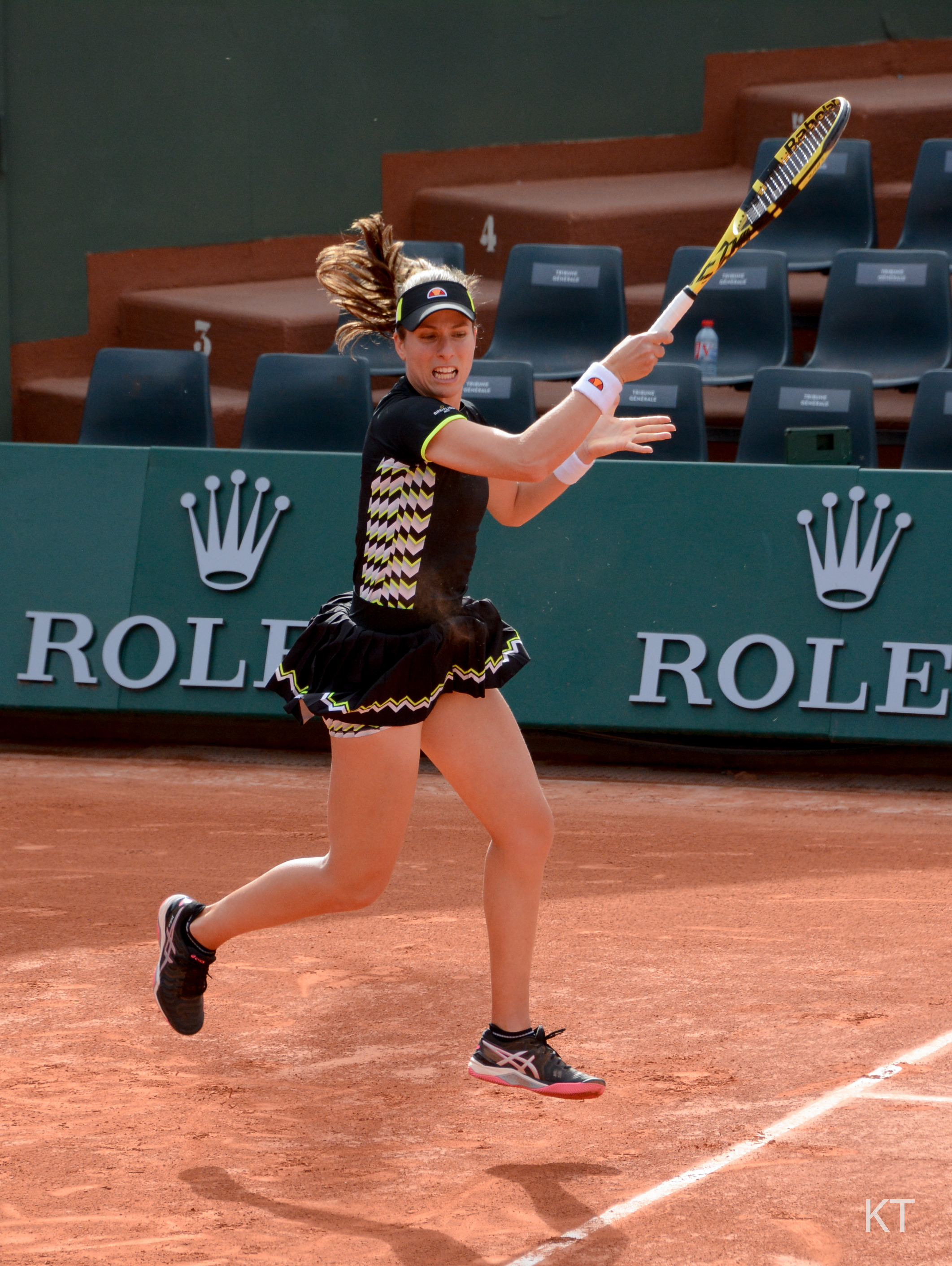
Johanna Konta all'Open di Francia 2019, edizione in cui ha raggiunto la semifinale per la prima volta

Inizia la stagione su terra a Rabat, dove è settima testa di serie. Supera in tre set Wang Yafan, Ana Bogdan e Hsieh Su-wei. Raggiunge così la semifinale, dove ha la meglio su Ajla Tomljanović per 6-2, 7–6(7), conquistando così la settima finale in carriera, prima sul rosso. Il 4 maggio viene sconfitta nell'atto conclusivo da Maria Sakkarī con il punteggio di 6-2, 4-6, 1-6. Grazie a questi risultati risale alla posizione numero 41 in classifica. La settimana seguente, a Madrid, dopo avere annichilito in due set Alison Riske, è costretta ad arrendersi a Simona Halep in due set. Mostra il suo miglior tennis nel torneo di Roma, dove elimina in ordine Alison Riske per 6-4 6-1; Sloane Stephens, numero otto del ranking, per 6-7 6-4 6-1; Venus Williams per 6-2 6-4; Markéta Vondroušová per 6-3 3-6 6-1 e Kiki Bertens, numero quattro del mondo, per 5-7 7-5 6-2. Raggiunge quindi per la prima volta in carriera la finale in un Premier 5, ma viene sconfitta in due set Karolína Plíšková; nonostante questo risale di sedici posizioni, precisamente al 25º posto. Si presenta al Roland Garros dove, dopo quattro eliminazioni al primo turno consecutive, raggiunge sorprendentemente la semifinale. Nel corso dello Slam elimina Antonia Lottner per 6-4 6-4, Lauren Davis per 6-3 1-6 6-3, Viktória Kužmová per 6-2 6-1, Donna Vekić per 6-2 6-4 e Sloane Stephens, numero sette del ranking e finalista in carica, per 6-1 6-4. Nel penultimo atto viene battuta dalla Vondroušová in due set. In seguito allo Slam parigino ritorna nella Top 20.
La stagione sull'erba inizia con il torneo di Birmingham. Qui elimina facilmente Anett Kontaveit per 6-4 6-2 prima di cedere in due set a Jeļena Ostapenko. Invece, a Eastbourne, supera Dajana Jastrems'ka per 6-2 6-4 e si prende la rivincita su Maria Sakkarī con il punteggio di 6-4 7–6(4); poi viene sconfitta a sorpresa da Ons Jabeur, che ha la meglio per 6-3 6-2. Nel terzo Slam stagionale, a Wimbledon, raggiunge i quarti di finale dove è opposta a Barbora Strýcová, che sorprendentemente la batte con il punteggio di 7–6(5), 6-1. Nel corso del torneo si impone su Ana Bogdan per 7-5 6-2 e Kateřina Siniaková per 6-3 6-4. Successivamente estromette per la quarta volta nel 2019 Sloane Stephens, nona tennista del ranking, stavolta con il punteggio di 3-6 6-4 6-1, per poi sconfiggere per la prima volta Petra Kvitová, numero sei al mondo, per 4-6 6-2 6-4. In seguito a questi risultati, si issa alla 15ª posizione.
Si presenta a Toronto e a Cincinnati, dove viene sconfitta nel match d'esordio da Dajana Jastrems'ka, che si impone per 6-3 6-2, e da Rebecca Peterson, che la spunta al terzo set. Nell'ultimo Slam dell'anno, lo US Open, ha la meglio su Dar'ja Kasatkina per 6-1 4-6 6-2, si sbarazza di Margarita Gasparjan, lasciandole un solo gioco, e di Zhang Shuai per 6-2 6-3. Successivamente è opposta alla numero tre del mondo, Karolína Plíšková, contro cui vendica la finale di Roma sconfiggendola per 6(1)–7, 6-3, 7-5 e accedendo ai quarti di finale del torneo newyorkese per la prima volta in carriera. Qui viene sconfitta da Elina Svitolina con un doppio 6-4.
Un infortunio al ginocchio la costringe ad archiviare prematuramente una comunque ottima stagione, che chiude alla 12ª posizione; tuttavia è costretta a rimandare ancora una volta l'appuntamento con la qualificazione alle WTA Finals.

### 2020
Inaugura la stagione 2020 nel peggiore dei modi, venendo eliminata all'esordio nei primi tre tornei disputati, ovvero Brisbane, Australian Open e San Pietroburgo, complice anche uno stato di forma non ottimale. Infatti, non essendosi totalmente ripresa dall'infortunio subìto l'anno precedente dopo New York, salta la trasferta mediorientale. Ritrova fiducia a Monterrey, torneo in cui coglie la prima vittoria stagionale, a discapito di una rientrante Kim Clijsters che viene sconfitta per 6-3, 7-5. Ottiene un'altra vittoria in due set nel secondo turno ai danni di Tatjana Maria, prima di dare vita a una maratona contro la giovane russa Anastasija Potapova che supera con il punteggio di 6(6)–7, 6-3, 7–6(7) dopo avere salvato match point. Approdata in semifinale, la prima dopo Parigi 2019, Konta è costretta ad arrendersi a Marie Bouzková in due set.
Successivamente scoppia la pandemia di COVID-19 causando la cancellazione o il rinvio dei tornei della stagione fino a settembre: tra questi anche gli Slam di Parigi e Londra (torneo non disputato solamente per le Guerre Mondiali) e le Olimpiadi di Tokyo, posticipate al 2021. Per quanto riguarda la classifica la WTA decide di congelare i punti di tutte le tenniste al 9 marzo 2020.
Johanna ritorna in campo ad agosto a Lexington, torneo da cui esce all'esordio ancora una volta per mano di Bouzková. La settimana successiva prende parte al Western & Southern Open, disputato esclusivamente per l'edizione 2020 nello stesso impianto riservato allo US Open. Qui si spinge fino alla semifinale senza perdere nemmeno un set, prima di capitolare a una ritrovata Viktoryja Azaranka, che la sconfigge in rimonta per 6-4, 4-6, 1-6. Allo US Open è testa di serie numero 9: all'esordio si impone su Heather Watson per 7-6(7) 6-1 mentre al secondo turno capitola contro la romena Cîrstea, per 6-2 6(5)-7 4-6.
Chiude l'anno disputando la stagione su terra: a Roma batte Begu per 6-0 6-4 prima di cedere a Muguruza in due set. Al Roland Garros viene eliminata all'esordio dalla giovane Cori Gauff con lo score di 3-6 3-6. Termina la stagione al numero 14 del mondo.

### 2021: quarto titolo WTA e ritiro
Konta inizia l'anno al Gippsland Trophy di Melbourne, dove è testa di serie numero 5; dopo un bye all'esordio, la britannica batte Bernarda Pera (6-2 6-3) prima di soccombere a Irina-Camelia Begu per 6-4 6(10)-7 6(4)-7, non sfruttando due match point nel tie-break del secondo set. Prende parte all'Australian Open, dove è costretta al ritiro sul punteggio di 6-4 0-2 in suo favore nel primo turno contro Kaja Juvan. Segue un'altra sconfitta all'esordio ad Adelaide, stavolta per mano di Shelby Rogers.
Si sposta sul cemento americano a Miami, riuscendo a superare Magda Linette in due parziali, per poi perdere malamente contro la top 10 Petra Kvitová, la quale le lascia appena tre giochi. A Madrid, dà il via alla parte di stagione su terra: batte Julija Putinceva (6-4 6-2) prima di cedere ad Anastasija Sevastova con un duplice 3-6. A Roma subisce una netta sconfitta all'esordio da Jeļena Ostapenko (3-6 1-6). Anche all'Open di Francia esce al primo turno, battuta da Sorana Cîrstea in due set. A causa di questa uscita prematura, perde nove posizioni nel ranking, piazzandosi al 29º posto.
Nel torneo di casa di Nottingham Konta inizia la sua campagna sull'erba di casa. In qualità di prima testa di serie, Johanna si spinge in finale, estromettendo Lesley Pattinama Kerkhove (6-1 6-3), Kateryna Kozlova (6-2 1-6 6-3) Alison Van Uytvanck (6-3 7-6(6)) e Nina Stojanović (6-2 6(2)-7 7-5); nell'ultimo atto, batte Zhang Shuai per 6-2 6-1, conquistando il quarto titolo della sua carriera e primo su questa superficie; è inoltre la prima tennista britannica a trionfare nel suolo di casa dopo oltre quaranta anni.
Konta è poi costretta a saltare sia Wimbledon che l'appuntamento olimpico di Tokyo, a causa della positività al COVID-19. Torna a giocare a Montréal, dove approfitta del ritiro di Zhang all'esordio e poi si impone su Elina Svitolina (3-6 6-3 6-2), centrando la prima vittoria su una top-10 dopo quasi 2 anni dall'ultima volta (agli US Open 2019 contro Karolína Plíšková). Agli ottavi, non scende in campo contro Coco Gauff, a causa di un infortunio al ginocchio sinistro. A Cincinnati, cede all'esordio a Karolína Muchová: trattasi questo dell'ultimo match della stagione e in carriera disputato dalla britannica, che a causa di una serie di infortuni salta lo US Open e gli altri tornei nordamericani previsti per ottobre.
Il 1º dicembre, attraverso i suoi profili social, annuncia il suo ritiro dal tennis professionistico all'età di trent'anni.

## Caratteristiche tecniche
Giocatrice destrorsa dotata di un servizio particolarmente potente, comincia a mettersi in evidenza nel circuito maggiore par la sua stabilità tecnica e la sua notevole solidità fisica. È inoltre in grado di adattarsi a qualsiasi tipo di superficie, sebbene abbia ottenuto la maggior parte dei suoi successi sul cemento.

## Statistiche WTA

### Singolare

#### Vittorie (4)
| Legenda               | Legenda      |
| --------------------- | ------------ |
| Grande Slam (0)       |              |
| Ori Olimpici (0)      |              |
| WTA Finals (0)        |              |
| WTA Elite Trophy (0)  |              |
| Dal 2009 al 2020      | Dal 2021     |
| Premier Mandatory (1) | WTA 1000 (0) |
| Premier 5 (0)         | WTA 1000 (0) |
| Premier (2)           | WTA 500 (0)  |
| International (0)     | WTA 250 (1)  |

| N. | Data            | Torneo                           | Superficie | Avversaria in finale | Punteggio     |
| 1. | 24 luglio 2016  | Silicon Valley Classic, Stanford | Cemento    | Venus Williams       | 7-5, 5-7, 6-2 |
| 2. | 13 gennaio 2017 | Sydney International, Sydney     | Cemento    | Agnieszka Radwańska  | 6-4, 6-2      |
| 3. | 1º aprile 2017  | Miami Open, Miami                | Cemento    | Caroline Wozniacki   | 6-4, 6-3      |
| 4. | 13 giugno 2021  | Nottingham Open, Nottingham      | Erba       | Zhang Shuai          | 6-2, 6-1      |

#### Sconfitte (5)
| Legenda               | Legenda      |
| --------------------- | ------------ |
| Grande Slam (0)       |              |
| Argenti Olimpici (0)  |              |
| WTA Finals (0)        |              |
| WTA Elite Trophy (0)  |              |
| Dal 2009 al 2020      | Dal 2021     |
| Premier Mandatory (1) | WTA 1000 (0) |
| Premier 5 (1)         | WTA 1000 (0) |
| Premier (0)           | WTA 500 (0)  |
| International (3)     | WTA 250 (0)  |

| N. | Data           | Torneo                                          | Superficie  | Avversaria in finale | Punteggio        |
| 1. | 9 ottobre 2016 | China Open, Pechino                             | Cemento     | Agnieszka Radwańska  | 4-6, 2-6         |
| 2. | 18 giugno 2017 | Nottingham Open, Nottingham                     | Erba        | Donna Vekić          | 6-2, 6(3)-7, 5-7 |
| 3. | 17 giugno 2018 | Nottingham Open, Nottingham (2)                 | Erba        | Ashleigh Barty       | 3-6, 6-3, 4-6    |
| 4. | 4 maggio 2019  | Grand Prix SAR La Princesse Lalla Meryem, Rabat | Terra rossa | Maria Sakkarī        | 6-2, 4-6, 1-6    |
| 5. | 19 maggio 2019 | Internazionali d'Italia, Roma                   | Terra rossa | Karolína Plíšková    | 3-6, 4-6         |

## Statistiche ITF

### Singolare

#### Vittorie (11)
| Torneo $100.000 (2) |
| Torneo $80.000 (0)  |
| Torneo $75.000 (0)  |
| Torneo $60.000 (0)  |
| Torneo $50.000 (2)  |
| Torneo $25.000 (4)  |
| Torneo $15.000 (0)  |
| Torneo $10.000 (3)  |

| No. | Data              | Torneo                                                       | Superficie  | Avversaria in finale | Punteggio     |
| 1.  | 11 maggio 2008    | Mostar Ladies Open, Mostar                                   | Terra rossa | Janina Toljan        | 6-3, 3-6, 6-4 |
| 2.  | 28 giugno 2009    | WOW Tennis Challenger, Waterloo                              | Terra rossa | Heidi El Tabakh      | 6-2, 3-6, 6-3 |
| 3.  | 16 maggio 2010    | RBC Bank Women's Challenger, Raleigh                         | Terra verde | Lindsay Lee-Waters   | 6-2, 5-7, 6-4 |
| 4.  | 22 agosto 2010    | Westend Ladies Tennis Cup, Westende                          | Cemento     | Nicky Van Dyck       | 6-1, 6-0      |
| 5.  | 16 luglio 2011    | AEGON Pro Series Foxhills, Woking                            | Cemento     | Laura Robson         | 6-4, 1-1 rit. |
| 6.  | 12 settembre 2011 | Torneo Internacional Femenino ITF Distrito Vicalvaro, Madrid | Cemento     | Lucy Brown           | 6-2, 6-1      |
| 7.  | 12 febbraio 2012  | Women's Childhelp Desert Classic 2012, Rancho Mirage         | Cemento     | Lenka Wienerová      | 6-0, 6-4      |
| 8.  | 28 luglio 2013    | Winnipeg Challenger 2013, Winnipeg                           | Cemento     | Samantha Murray      | 6-3, 6-1      |
| 9.  | 4 agosto 2013     | Vancouver Open, Vancouver                                    | Cemento     | Sharon Fichman       | 6-4, 6-2      |
| 10. | 20 luglio 2015    | Challenger Banque Nationale de Granby, Granby                | Cemento     | Stéphanie Foretz     | 6–2, 6–4      |
| 11. | 17 agosto 2015    | Vancouver Open, Vancouver                                    | Cemento     | Kirsten Flipkens     | 6–2, 6–4      |

#### Sconfitte (3)
| Torneo $100.000 (0) |
| Torneo $80.000 (0)  |
| Torneo $75.000 (0)  |
| Torneo $60.000 (0)  |
| Torneo $50.000 (1)  |
| Torneo $25.000 (2)  |
| Torneo $15.000 (0)  |
| Torneo $10.000 (0)  |

| No. | Data            | Torneo                                               | Superficie  | Avversaria in finale | Punteggio     |
| 1.  | 2 febbraio 2009 | AEGON Pro Series Sutton, Sutton                      | Cemento (i) | Katie O'Brien        | 6–3, 2–6, 4–6 |
| 2.  | 29 luglio 2012  | Fifth Third Bank Tennis Championships, Lexington     | Cemento     | Julia Glushko        | 3–6, 0–6      |
| 3.  | 6 aprile 2015   | USTA Women's Pro Circuit $25,000 Challenger, Jackson | Terra verde | Anhelina Kalinina    | 3–6, 4–6      |

### Doppio

#### Vittorie (4)
| Torneo $100.000 (2) |
| Torneo $80.000 (0)  |
| Torneo $75.000 (0)  |
| Torneo $60.000 (0)  |
| Torneo $50.000 (1)  |
| Torneo $25.000 (1)  |
| Torneo $15.000 (0)  |
| Torneo $10.000 (0)  |

| No. | Data           | Torneo                                                          | Superficie  | Compagna      | Avversarie in finale                    | Punteggio        |
| 1.  | 7 marzo 2011   | Women's ITF Irapuato Club de Golf Santa Margarita, Irapuato     | Cemento     | Tímea Babos   | Macall Harkins Nicole Rottmann          | 6–3, 6–4         |
| 2.  | 20 aprile 2015 | Dothan Pro Tennis Classic, Dothan                               | Terra rossa | Maria Sanchez | Paula Cristina Gonçalves Petra Krejsová | 6–3, 6–4         |
| 3.  | 4 maggio 2015  | Open GDF SUEZ de Cagnes-sur-Mer Alpes-Maritimes, Cagnes-sur-Mer | Terra rossa | Laura Thorpe  | Jocelyn Rae Anna Smith                  | 1–6, 6–4, [10–5] |
| 4.  | 17 agosto 2015 | Vancouver Open, Vancouver                                       | Cemento     | Maria Sanchez | Raluca Olaru Anna Tatishvili            | 7–6(5), 6–4      |

#### Sconfitte (3)
| Torneo $100.000 (0) |
| Torneo $80.000 (0)  |
| Torneo $75.000 (1)  |
| Torneo $60.000 (0)  |
| Torneo $50.000 (1)  |
| Torneo $25.000 (1)  |
| Torneo $15.000 (0)  |
| Torneo $10.000 (0)  |

| No. | Data              | Torneo                                          | Superficie  | Compagna       | Avversarie in finale                | Punteggio        |
| 1.  | 19 settembre 2011 | AEGON Pro Series Shrewsbury, Shrewsbury         | Cemento (i) | Amanda Elliott | Maria João Koehler Katalin Marosi   | 6(3)–7, 1–6      |
| 2.  | 12 maggio 2014    | Open Saint-Gaudens Midi-Pyrénées, Saint-Gaudens | Terra rossa | Sharon Fichman | Verónica Cepede Royg María Irigoyen | 5–7, 3–6         |
| 3.  | 16 febbraio 2015  | City Of Surprise Women's Open, Surprise         | Cemento     | Maria Sanchez  | Jacqueline Cako Kaitlyn Christian   | 4–6, 7–5, [7–10] |

## Risultati in progressione
| Sigla | Risultato               |
| ----- | ----------------------- |
| V     | Vincitore               |
| F     | Finalista               |
| SF    | Semifinalista           |
| O     | Oro olimpico            |
| A     | Argento olimpico        |
| SF    | Bronzo olimpico         |
| QF    | Quarti di Finale        |
| 4T    | Quarto turno            |
| 3T    | Terzo turno             |
| 2T    | Secondo turno           |
| 1T    | Primo turno             |
| RR    | Round Robin             |
| LQ    | Turno di qualificazione |
| A     | Assente                 |
| ND    | Non disputato           |

| Legenda superfici    |
| -------------------- |
| Cemento              |
| Terra battuta        |
| Erba                 |
| Superficie variabile |

### Singolare
- Aggiornato a fine carriera

| Torneo                 | 2012            | 2013            | 2014            | 2015            | 2016            | 2017            | 2018            | 2019            | 2020          | 2021          | Titoli      | V–S         |             |
| ---------------------- | --------------- | --------------- | --------------- | --------------- | --------------- | --------------- | --------------- | --------------- | ------------- | ------------- | ----------- | ----------- | ----------- |
| Tornei del Grande Slam |                 |                 |                 |                 |                 |                 |                 |                 |               |               |             |             |             |
| Australian Open        | A               | Q2              | Q2              | Q1              | SF              | QF              | 2T              | 2T              | 1T            | 1T            | 0 / 6       | 11–6        |             |
| Open di Francia        | A               | Q2              | Q3              | 1T              | 1T              | 1T              | 1T              | SF              | 1T            | 1T            | 0 / 7       | 5–7         |             |
| Wimbledon              | 1T              | 1T              | 1T              | 1T              | 2T              | SF              | 2T              | QF              | ND            | A             | 0 / 8       | 11–8        |             |
| US Open                | 2T              | Q1              | 1T              | 4T              | 4T              | 1T              | 1T              | QF              | 2T            | A             | 0 / 8       | 12–8        |             |
| Vittorie–Sconfitte     | 1–2             | 0–1             | 0–2             | 3–3             | 9–4             | 9–4             | 2–4             | 14–4            | 1–3           | 0–2           | 0 / 29      | 39–29       |             |
| Giochi olimpici        |                 |                 |                 |                 |                 |                 |                 |                 |               |               |             |             |             |
| Giochi olimpici        | A               | Non disputati   | Non disputati   | Non disputati   | QF              | Non disputati   | Non disputati   | Non disputati   | Non disputati | A             | 0 / 1       | 3–1         |             |
| Tornei di fine anno    |                 |                 |                 |                 |                 |                 |                 |                 |               |               |             |             |             |
| WTA Finals             | Non qualificata | Non qualificata | Non qualificata | Non qualificata | Non qualificata | Non qualificata | Non qualificata | Non qualificata | ND            | NQ            | 0 / 0       | 0–0         |             |
| WTA Elite Trophy       | Non qualificata | Non qualificata | Non qualificata | Non qualificata | SF              | A               | NQ              | A               | Non disputato | Non disputato | 0 / 1       | 2–1         |             |
| WTA 1000               |                 |                 |                 |                 |                 |                 |                 |                 |               |               |             |             |             |
| Doha / Dubai           | Assente         | Assente         | Assente         | Assente         | Assente         | Assente         | 3T              | Assente         | Assente       | Assente       | 0 / 1       | 2–1         |             |
| Indian Wells           | Assente         | Assente         | Q2              | Q2              | 4T              | 3T              | 2T              | 3T              | Non disputato | Non disputato | 0 / 3       | 8–4         |             |
| Miami                  | Assente         | Assente         | Assente         | Assente         | QF              | V               | 4T              | 2T              | ND            | 3T            | 1 / 5       | 16–4        |             |
| Madrid                 | Assente         | Assente         | Assente         | Assente         | 1T              | 1T              | 2T              | 2T              | ND            | 2T            | 0 / 5       | 3–5         |             |
| Roma                   | Assente         | Assente         | Assente         | Assente         | 3T              | 3T              | 3T              | F               | 3T            | 1T            | 0 / 6       | 12–6        |             |
| Montréal / Toronto     | Assente         | Assente         | Assente         | Assente         | QF              | 2T              | 3T              | 1T              | ND            | 3T            | 0 / 5       | 7–4         |             |
| Cincinnati             | Assente         | Assente         | Assente         | Assente         | 3T              | QF              | 1T              | 1T              | SF            | 1T            | 0 / 6       | 8–6         |             |
| Tokyo / Wuhan          | Assente         | Assente         | Assente         | QF              | QF              | 1T              | 1T              | A               | Non disputato | Non disputato | 0 / 4       | 6–4         |             |
| Pechino                | Assente         | Assente         | Assente         | Assente         | F               | 1T              | 1T              | A               | Non disputato | Non disputato | 0 / 3       | 5–3         |             |
| Carriera               |                 |                 |                 |                 |                 |                 |                 |                 |               |               |             |             |             |
| Tornei giocati         | 3               | 5               | 8               | 8               | 24              | 20              | 25              | 15              | 8             | 10            | 126         | 126         | 126         |
| Titoli                 | 0               | 0               | 0               | 0               | 1               | 2               | 0               | 0               | 0             | 1             | 4           | 4           | 4           |
| Finali                 | 0               | 0               | 0               | 0               | 2               | 3               | 0               | 2               | 0             | 1             | 9           | 9           | 9           |
| Totale V–S             | 2–3             | 3–5             | 2–8             | 13–8            | 46–22           | 36–16           | 26–23           | 36–15           | 8–9           | 10–8          | 182–118     | 182–118     | 182–118     |
| Vittorie %             | 40%             | 38%             | 20%             | 62%             | 68%             | 69%             | 53%             | 71%             | 47%           | 56%           | 61%         | 61%         | 61%         |
| Ranking di fine anno   | 153             | 112             | 150             | 47              | 10              | 9               | 39              | 11              | 14            | 113           | $10.008.175 | $10.008.175 | $10.008.175 |

Note
1. ↑  Il Dubai Tennis Championships e il Qatar Ladies Open di Doha si scambiarono frequentemente lo status tra evento Premier ed evento Premier 5 dal 2009 al 2020, mentre dal 2021 tra evento WTA 1000 e WTA 500.
2. ↑  Nel 2014 il Toray Pan Pacific Open ha cambiato lo status in evento Premier ed è stato sostituito dal Wuhan Open come evento Premier 5.

### Doppio nei tornei del Grande Slam
| Torneo                 | 2012 | 2013 | 2014 | 2015 | 2016 | 2017 | 2018 | 2019 | Titoli | V–S |
| ---------------------- | ---- | ---- | ---- | ---- | ---- | ---- | ---- | ---- | ------ | --- |
| Tornei del Grande Slam |      |      |      |      |      |      |      |      |        |     |
| Australian Open        | A    | A    | A    | A    | 2T   | A    | A    | A    | 0 / 2  | 1–1 |
| Open di Francia        | A    | A    | A    | A    | 1T   | A    | 1T   | A    | 0 / 2  | 0–2 |
| Wimbledon              | 1T   | 1T   | 1T   | 2T   | 3T   | A    | A    | A    | 0 / 5  | 3–5 |
| US Open                | A    | A    | A    | A    | A    | A    | A    | A    | 0 / 0  | 0–0 |
| Vittorie–Sconfitte     | 0–1  | 0–1  | 0–1  | 1–1  | 3–3  | 0–0  | 0–1  | 0–0  | 0 / 9  | 4–7 |

### Doppio misto nei tornei del Grande Slam
| Torneo                 | 2012 | 2013 | 2014 | 2015 | 2016 | 2017 | 2018 | 2019 | Titoli | V–S |
| ---------------------- | ---- | ---- | ---- | ---- | ---- | ---- | ---- | ---- | ------ | --- |
| Tornei del Grande Slam |      |      |      |      |      |      |      |      |        |     |
| Australian Open        | A    | A    | A    | A    | A    | A    | A    | A    | 0 / 0  | 0–0 |
| Open di Francia        | A    | A    | A    | A    | A    | A    | 2T   | A    | 0 / 1  | 1–1 |
| Wimbledon              | A    | 2T   | 2T   | 2T   | A    | A    | A    | A    | 0 / 3  | 3–3 |
| US Open                | A    | A    | A    | A    | A    | A    | A    | A    | 0 / 0  | 0–0 |
| Vittorie–Sconfitte     | 0–0  | 1–1  | 1–1  | 1–1  | 0–0  | 0–0  | 1–1  | 0-0  | 0 / 4  | 4–4 |

## Vittorie contro giocatrici Top 10
| Stagione | 2015 | 2016 | 2017 | 2018 | 2019 | 2020 | 2021 | Totale |
| Vittorie | 3    | 7    | 4    | 7    | 0    | 1    | 22   |        |

| #    | Giocatrice            | Ranking | Evento                               | Superficie  | Turno | Punteggio           | Rank. JKR |
| ---- | --------------------- | ------- | ------------------------------------ | ----------- | ----- | ------------------- | --------- |
| 2015 |                       |         |                                      |             |       |                     |           |
| 1.   | Ekaterina Makarova    | 8       | Eastbourne International, Eastbourne | Erba        | 2T    | 6-2, 6-4            | 146       |
| 2.   | Garbiñe Muguruza      | 9       | US Open, New York                    | Cemento     | 2T    | 7-6(4), 6(4)-7, 6-2 | 97        |
| 3.   | Simona Halep (1)      | 2       | Wuhan Open, Wuhan                    | Cemento     | 3T    | 6-3, 3-6, 7-5       | 66        |
| 2016 |                       |         |                                      |             |       |                     |           |
| 4.   | Venus Williams (1)    | 10      | Australian Open, Melbourne           | Cemento     | 1T    | 6-4, 6-2            | 47        |
| 5.   | Roberta Vinci         | 7       | Internazionali d'Italia, Roma        | Terra rossa | 2T    | 6-0, 6-4            | 23        |
| 6.   | Venus Williams (2)    | 7       | Bank of the West Classic, Stanford   | Cemento     | F     | 7-5, 5-7, 6-2       | 18        |
| 7.   | Svetlana Kuznecova    | 10      | Giochi Olimpici, Rio de Janeiro      | Cemento     | 3T    | 3-6, 7-5, 7-5       | 13        |
| 8.   | Carla Suárez Navarro  | 8       | Wuhan Open, Wuhan                    | Cemento     | 3T    | 7-5, 7-6(6)         | 13        |
| 9.   | Karolína Plíšková (1) | 6       | China Open, Pechino                  | Cemento     | 3T    | 6-1, 3-6, 7-6(2)    | 14        |
| 10.  | Madison Keys          | 9       | China Open, Pechino                  | Cemento     | SF    | 7-6(1), 4-6, 6-4    | 14        |
| 2017 |                       |         |                                      |             |       |                     |           |
| 11.  | Agnieszka Radwańska   | 3       | Sydney International, Sydney         | Cemento     | F     | 6-4, 6-2            | 10        |
| 12.  | Simona Halep (2)      | 5       | Miami Open, Miami                    | Cemento     | QF    | 3-6, 7-6(7), 6-2    | 11        |
| 13.  | Angelique Kerber      | 1       | Eastbourne International, Eastbourne | Erba        | QF    | 6-3, 6-4            | 7         |
| 14.  | Simona Halep (3)      | 2       | Torneo di Wimbledon, Londra          | Erba        | QF    | 6(2)-7, 7-6(5), 6-4 | 7         |
| 2019 |                       |         |                                      |             |       |                     |           |
| 15.  | Sloane Stephens (1)   | 6       | Brisbane International, Brisbane     | Cemento     | 1T    | 6-4, 6-3            | 37        |
| 16.  | Sloane Stephens (2)   | 8       | Internazionali d'Italia, Roma        | Terra rossa | 2T    | 6(3)-7, 6-4, 6-1    | 42        |
| 17.  | Kiki Bertens          | 4       | Internazionali d'Italia, Roma        | Terra rossa | SF    | 5-7, 7-5, 6-2       | 42        |
| 18.  | Sloane Stephens (3)   | 7       | Open di Francia, Parigi              | Terra rossa | QF    | 6-1, 6-4            | 26        |
| 19.  | Sloane Stephens (4)   | 9       | Torneo di Wimbledon, Londra          | Erba        | 3T    | 3-6, 6-4, 6-1       | 18        |
| 20.  | Petra Kvitová         | 6       | Torneo di Wimbledon, Londra          | Erba        | 4T    | 4-6, 6-2, 6-4       | 18        |
| 21.  | Karolína Plíšková (2) | 3       | US Open, New York                    | Cemento     | 4T    | 6(1)-7, 6-3, 7-5    | 16        |
| 2021 |                       |         |                                      |             |       |                     |           |
| 22.  | Elina Svitolina       | 5       | Canadian Open, Montréal              | Cemento     | 2T    | 3-6, 6-3, 6-2       | 41        |